# Маслянське
Масля́нське (рос. Маслянское) — село у складі Шадрінського району Курганської області, Росія. Адміністративний центр Маслянської сільської ради.
Населення — 607 осіб (2010, 689 у 2002).
Національний склад станом на 2002 рік: росіяни — 95 %.